# Kevin Macdonald (regizor)
Kevin Macdonald (n. 28 octombrie 1967, Glasgow, Scoția, Regatul Unit) este un regizor de film scoțian.
Filmul său O zi în septembrie (One Day in September, 1999), despre uciderea la 5 septembrie 1972 a 11 sportivi israelieni la Jocurile Olimpice de vară din 1972 de la München, a primit în 2000 Premiul Oscar pentru cel mai bun film documentar. A mai regizat producții ca filmul istoric Acvila legiunii a IX-a sau filmul postapocaliptic Cum trăiesc acum.

## Filmografie
Ca regizor
- The Making of an Englishman (1995), despre regizorul Emeric Pressburger
- Chaplin's Goliath (1996), despre   actorul Eric Campbell
- The Moving World of George Rickey (1997)
- Howard Hawks: American Artist (1997)
- Donald Cammell: The Ultimate Performance (1998, și producător), despre regizorul de film   Donald Cammell
- One Day in September (1999) (a primit Premiul Oscar pentru cel mai bun film documentar)
- Humphrey Jennings (2000)
- A Brief History of Errol Morris (2000), interviu cu Errol Morris
- Being Mick (2001), un documentar despre Mick Jagger
- Touching the Void (2003)
- The Last King of Scotland (2006)
- My Enemy's Enemy (2007)
- State of Play (2009)
- The Eagle (2011)
- Life in a Day (2011)
- Marley (2012)
- How I Live Now (2013)
- Black Sea (2014)
- 11.22.63  (2016) (episodul 1, "The Rabbit Hole")
- Sky Ladder - The Art of Cai Guo-Qiang (2016)
- Oasis (2017) (inițial conceput ca un episod pilot al unui serial TV)
- Whitney (2018)
- Life in a Day 2020 (2021)
- The Mauritanian (2021)
- It Takes A Flood… (2021)[8]